# محمد رضا فضل الله
السيّد محمد بن رضا بن نصر الله الحسني العاملي (1864 - 2 نوفمبر 1917) (1281 - 18 محرم 1336) فقيه جعفري وشاعر وناثر لبناني. ولد في عيناتا في عائلة عامِلية‌ معروفة ونشأ بها. درس على العلماء العامِليين منهم أبرزهم موسى شرارة. ثم ذهب إلى النجف سنة 1890 ودرس بها على علماءها. ثم عاد إلى وطنه. له ديوان شعر ومجموعات نثرية ورسالات دينية مخطوطة، منها «الرسالة السمكية» في الأدب والحكمة، وهي تعتبر قصة فلسفية. توفي في قانا عن 53 عامًا.

## سيرته
هو محمد بن رضا بن نصر الله بن محمد بن فضل الله الحسني العامِلي. ولد في عيناتا سنة 1281 هـ/ 1864 م وبها نشأ. ينتمي إلى آل فضل الله المعروفة. تتلمذ على محمد عز الدين فيها ثم درس في مدرسة بنت جبيل التي أسّسها موسى شرارة، ثم درس على يوسف شرف الدين في قرية طورا من 1887 إلى 1890. عاد إلى عيناتا حيث أسّس حوزة علمية فيها، ثم هاجر إلى النجف سنة 1890 لاستكمال دراسته فأخذ عن جماعة من العلماء وهناك أمضى حوالي 12 عامًا. عاد إلى لبنان سنة 1902. سكن قانا سنة 1907 وتوطنها. 

توفي في قانا يوم 18 محرم 1336/ 2 نوفمبر 1917 ودفن بها. وقبره غربي الجامع. 

## أدبه
كان شاعرًا أديبًا له حضور أدبي ومشاركات في المناسبات الكثيرة. كان من رموز الحركة الأدبية العامِلية. كتب النثر أيضًا. جاء في معجم البابطين عنه «شعره تقليدي ملتزم، وطرق الموضوعات والأغراض التي كانت سائدة بين شعراء عصره؛ من وصف، وتهنئة بزفاف أو مولود، ومراسلات ومخاطبات مع شعراء عصره، ورثاء، وتعزية. في شعره اهتمام بالحكمة، وتقديمها والتدليل عليها، وفيه اهتمام بالصور البيانية، وبخاصة التشبيه.» من شعره «الصفو الخادع»:

## آثاره
- «الرسالة السمكية»، في الأدب والحكمة، تعتبر قصة فلسفية [6]
- رسالة نثرية في تأبين محمد حسن الشيرازي
- «مجموعة نادرة منتخبة من الشعر والنثر
- «رسالة في الإمامة»، الأدلة العقلية والنقلية
- «رسالة في نعم الله على خلقه والأئمة ودور العلماء»
- ديوان شعر

## وصلات خارجية
- في بوابة الشعراء